# امانوئلا پیرانتوتزی
امانوئلا پیرانتوتزی (ایتالیایی: Emanuela Pierantozzi؛ زادهٔ ۲۲ اوت ۱۹۶۸) جودوکار زن اهل ایتالیا بود.
وی در مسابقات کشوری و بین‌المللی در مجموع برندهٔ ۲ مدال طلا، ۱ مدال نقره، ۲ مدال برنز شده‌است.